# Pascale Expilly
Pascale Expilly (née en 1960 à Vinay, en Isère) est une artiste plasticienne, illustratrice et romancière française. Son œuvre explore les liens entre l’humain et la nature, en particulier les insectes, les forêts et les territoires. Elle vit et travaille dans les Chambaran, en Isère.

## Biographie
Formée à l’École nationale supérieure des beaux-arts de Nancy, Pascale Expilly obtient en 1984 un Diplôme National Supérieur d’Expression Plastique (DNSEP). Elle débute rapidement une carrière d'artiste. Après l’obtention du CAPES d'arts plastiques en 1997, elle exerce aussi le métier d'enseignante. Depuis 2012, elle se consacre pleinement à sa pratique artistique et à l’écriture.  

## Parcours artistique
Depuis le début des années 1980, Pascale Expilly expose régulièrement. 
Des corps abîmés et monstrueux sont tout d'abord les sujets de grandes peintures sur toile. Depuis 2012, son travail, inspiré par un imaginaire poétique et fantastique, oscille entre dessin et petites réalisations en trois dimensions.  
La Galerie Dettinger-Mayer de Lyon présente ses œuvres en 1993, 1994, 1995 et 2018. 
Le Grand Séchoir à Vinay présente en 2015 Eux, le petit peuple de l'eau, une œuvre protéiforme faite de textes, de dessins et de petites sculptures. 

### Thématiques et style
Son univers plastique est marqué par une fascination pour les insectes, les microcosmes et les mondes hybrides. Elle combine souvent des représentations réalistes avec une approche plus symbolique, jouant sur les échelles et les métamorphoses.

## Œuvres littéraires
À partir des années 2020, Pascale Expilly se tourne également vers l’écriture de romans policiers, où l’on retrouve ses thèmes de prédilection : l'art, la nature et l’étrangeté.
- Cet horrifique ouvrage ou la curieuse disparition de Luc Zilch (2021, Éditions L’Astre Bleu) — une enquête de Pénélope Marge et de son équipe sur les traces d'un artiste et de sa toute dernière sculpture Baba Yaga.
- Étant donné les abeilles (2023, Éditions L’Astre Bleu) — une scène de crime surréaliste et quelques références à la représentation du corps de la femme dans l'art.
- Terribles vanités (à paraître en septembre 2025, Éditions Perles Rares) — polar se déroulant dans l'hiver de la forêt de Chambaran.

## Réception critique
Ses expositions et parutions littéraires font l’objet de couvertures dans la presse régionale, notamment Le Dauphiné Libéré,,,,,,, qui souligne la place qu’elle occupe dans la scène artistique et littéraire locale. Son travail est également relayé par des galeries et maisons d’édition indépendantes, qui mettent en avant sa capacité à croiser arts plastiques et écriture. Ses romans ont été salués par le normalien Nicolas Dargelos-Descoubez, qui décrit des personnages qui fascinent "autant par leur extravagance que par la justesse de leurs sentiments", et par l’écrivaine Nicole Giroud, qui y voit un roman noir et féministe